# 피아노 협주곡 5번 (프로코피예프)
세르게이 프로코피예프의 피아노 협주곡 5번 사장조 작품번호 55는 1932년에 작곡한 그의 마지막 완성된 피아노 협주곡이다.

## 구성
연주시간은 20-25분이며, 5악장으로 구성되어 있다.
1. Allegro con brio (4-5 min)
2. Moderato ben accentuato (3-4 min)
3. Toccata: Allegro con fuoco (1-2 min)
4. Larghetto (6-7 min)
5. Vivo (5-6 min)

## 악기편성
- 피아노 독주
- 관현악: 플루트2, 오보에2, 클라리넷2, 바순2, 호른2, 트럼펫2, 트롬본2, 팀파니, 큰북, 작은북, 현악기

## 해설
이 곡은 거칠고도 경쾌한 분위기로 시작한다. 1악장에서부터 3악장까지는 비슷한 주제이며, 특히 1,3악장이 비슷하게 시작된다. 이들 세 악장은 리듬에 의해 좌우된다. 2악장은 밝은 글리산도로 춤곡의 주제로 시작하며 점점 동작이 확대되는 양상을 띤다. 4악장은 느리며 영웅적인 클라이막스를 가지고 있다. 마지막 악장은 감동적으로 시작되어 조용하게 끝나며, 흔히 쓰지 않는 로크리안 선법(Locrian mode)를 사용한다. 마지막은 번쩍이는 볼륨으로 끝난다.

## 초연
프로코피에프 (피아노), 베를리너 필하모니커, 지휘: 빌헬름 푸르트뱅글러